# NOVI
NOVI — український музичний гурт, що був створений у Києві. Виконують музику переважно українською мовою.

## Біографія
NOVI — київська музична формація, що грає в стилі indie rock / art rock.
Тексти пісень торкаються соціальної, екологічної, ліричної та філософської сфер. Музика не обмежена одним певним напрямком, а містить експериментальні стилістичні сполучення, залежно від художніх потреб кожного твору.
Гурт NOVI був створений восени 2012 року. Музикантами першого складу були: Дар'я Науменко (вокал, клавішні), Руслан Вакулюк (бас-гітара), Олександо Зубрицький (гітара) та Олексій Андронов (ударні). Першою студійною роботою став мініальбом «REФLEKSIЯ» (травень 2014, містить 3 аудіотреки та живе студійне відео на 3 інші пісні). Починаючи з цього релізу незмінним саунд-продюсером команди є Костянтин Науменко (звукозапис, зведення, мастерінг).
У квітні 2015 року було знято кліп на пісню «Малюнок». Так почалася творча співпраця з Олександром Мостовим — креативним відео оператором та режисером, який виконував знімання та монтаж цього відео. Сюжетом є казкова історія маленьких хлопчика і дівчинки. Вони познайомились у дитинстві і після довгої розлуки зустрілись вже дорослими, завдяки допомозі доброго Чарівника. Головні ролі виконали Софія Третяк, Богдан Яропуд, Дар'я Науменко, Костянтин Науменко та Олександр Савченко.
Паралельно зі студійною роботою NOVI регулярно звучать в ефірах національних радіостанцій, стають гостями телепередач. Концертна діяльність гурту почалася з активної участі у благодійних акціях (2014—2015).
1 січня 2016 року вийшов новорічний сингл «Я дарую тобі», в якому саунд-продюсер гурту Костянтин Науменко виступив ще й у ролі вокаліста. А у травні цього ж року побачив світ сингл «Нова Любов», з якого почалась робота над першим повноформатним альбомом.
На початку літа 2016 NOVI трансформувався в сольний проєкт вокалістки та клавішниці Дар'ї Науменко.
Концертний сезон 2017 року розпочався 8 січня на «Головній ялинці України» (Київ, Софійська площа). До складу сесійних музикантів на цьому концерті увійшли: Володимир Манацюк (гітара), Микола Наюк (бас-гітара), Едуард Саркіц (ударні).
19 січня 2017 року вийшов другий офіційний кліп NOVI — «Feel the Nature». Відеорядом до ліричної інструментальної композиції стали картини чудової української природи. Знімання проходили у серпні 2016 року на «Дніпровських Кручах» поблизу Канівського водосховища (Київська область). Автор ідеї відео — Костянтин Науменко, головний оператор і режисер — Олександр Мостовий.
Ще одним передвісником майбутнього альбому став ЕР «Цінуй життя», який окрім інструментальної композиції «Feel the Nature» містить пісні «Power of Truth» та «Цінуй життя».
На початку листопада підписано договір з українським музичним лейблом Moon Records, за підтримки якого був запланований випуск дебютного альбому.
2018 рік NOVI розпочинають з презентованого 20 березня синглу «Листи» та анонсу дебютного альбому «Залишатися Справжнім».
19 квітня 2018 — офіційна дата релізу альбому «Залишатися Справжнім», що завдяки підтримці лейблу Moon Records стає доступним для придбання на найбільших цифрових ресурсах — Spotify, iTunes, Deezer та Google Play. Альбом включає в себе 12 повноцінних композицій, у записі яких брали участь як музиканти першого складу гурту — Олексій Андронов (ударні), Олександр Зубрицький (гітара), Руслан Вакулюк (бас-гітара), так і сесійні — Володимир Манацюк (гітара), Олексій Сніцаренко (бас-гітара). Вся музика та тексти належить Дар'ї Науменко, окрім композиції «Листи», текст якої був написаний спільно з Олексієм Андроновим. Запис, зведення та мастерінг альбому відбувалися на SUNRISE STUDIO, звукорежисером виступив Костянтин Науменко. Жанр альбому, як і випадку з усією творчістю гурту, різниться від композиції до композиції, залежно від художньої потреби твору. Сам же гурт позиціонує свою творчість як atmospheric rock.
20 квітня гурт NOVI презентував дебютний альбом в живому форматі. Разом із презентацією альбому перед публікою постають два нових учасники гурту — гітарист Олег Левинський та барабанщик Дмитро Біда. Місце на басу займає Микола Наюк, який вже допомагав гурту у минулому.
Від 23 квітня альбом «Залишатися Справжнім» доступний і на CD. Попит на альбом не обмежується лише Україною, а сягає далеко поза її межі, свідченням чого слугує замовлення партії компакт-дисків одним з найбільших японських музичних магазинів — Disk Union.
Вихід альбому також стає інфоприводом для вітчизняних ЗМІ, у тому числі — радіостанцій.
Піснею «На вічну пам'ять [Архівовано 27 червня 2021 у Wayback Machine.]» гурт долучився до акції «Так працює пам'ять», присвяченої пам'яті Данила Дідіка і всім, хто віддав життя за незалежність України.

## Склад гурту

### Нинішній склад
- Дар'я Науменко — вокал, клавіші
- Олег Левинський — гітара (з 2018)
- Дмитро Біда — ударні (з 2018)

### Колишні учасники
- Руслан Вакулюк — бас-гітара (до 2016)
- Олексій Андронов — ударні (до 2015)
- Олександр Зубрицький — гітара (до 2016)

## Дискографія

### Альбоми
- 2018 — Залишатися справжнім

### Міні-альбоми
- 2014 — RЕФLEKSIЯ
- 2017 — Цінуй життя

### Сингли
- 2016 — Я дарую тобі
- 2016 — Нова Любов
- 2017 — Спогади
- 2018 — Листи
- 2019 — Ніхто крім нас
- 2019 — Зі святами!
- 2020 — Легенда
- 2020 — Люди між людей
- 2020 — На вічну пам'ять
- 2020 — Нове життя